# NVLink
NVLink — высокопроизводительная компьютерная шина, использующая соединение точка-точка, дифференциальные сигналы со встроенным синхросигналом и каналы, называемые «блоки», в каждом по 8 пар со скоростью 20 Гбит/с. Таким образом каждый блок предоставляет возможность передачи примерно 20 гигабайт в секунду.

## Описание
Была разработана компанией NVIDIA Corporation и представлена 25 марта 2014 года.
Предполагается, что NVLink будет использовать мезонинный разъём. Программная модель интерфейса NVLink схожа с PCI Express. По интерфейсу NVLink несколько GPU будут связываться друг с другом, а в дальнейшем планируется использовать его для связи GPU и центрального процессора (возможно, с архитектурой IBM POWER), и добавление в интерфейс протоколов кеш-когерентности.
В 2016 году впервые применена компанией Nvidia в новых графических процессорах NVIDIA Pascal GP100. Производительность Nvidia NVLink позволяет GPU и CPU обмениваться данными в 5—12 раз быстрее, чем это возможно в современных реализациях шины PCI Express 3.0 x16 (15,75 Гбайт/с).

### NVLink 1.0
Пропускная способность интерфейса, используемого в GPU NVIDIA Tesla P100 Pascal (2016 год):
- 20 Гбит/с на контакт;
- 40 Гбайт/с на один порт;
- 160 Гбайт/с (4 × 40 Гбайт/с) на один GPU.

### NVLink 2.0
Пропускная способность интерфейса используемого в GPU NVIDIA V100 Volta (2017 год):
- 25 Гбит/с на контакт;
- 50 Гбайт/с на один порт;
- 200 Гбайт/с (4 × 50 Гбайт/с) на один GPU.

### NVLink 3.0
Параметры и пропускная способность интерфейса используемого в GPU NVIDIA A100 Ampere (2020 год):
- 12 каналов;
- 50 Гбайт/с на один канал;
- 600 Гбайт/с (12 × 50 Гбайт/с) на один GPU.

### NVLink 4.0
Параметры и пропускная способность интерфейса используемого в GPU NVIDIA H100 Hopper (2022 год):
- 18 каналов;
- 50 Гбайт/с на один канал;
- 900 Гбайт/с (18 × 50 Гбайт/с) на один GPU.

### NVLink Bridge
В видеоускорителях бытовых компьютеров поколения Nvidia Turing (GeForce 20 RTX: 2080, 2080 Ti) применяется традиционный интерфейс PCI express для подключения к материнской плате, однако две карты GeForce 20 могут быть соединены друг с другом при помощи моста «NVLink Bridge» (по аналогии с NVIDIA SLI в предыдущих поколениях).